# Jacques Charlot
Pour les articles homonymes, voir Charlot.
Jacques Charlot est un compositeur français né le 13 septembre 1885 à Paris et mort pour la France le 3 mars 1915 au col de la Chapelotte (Meurthe-et-Moselle).

## Biographie
Jacques Louis Albert Charlot naît le 13 septembre 1885 à Paris (17e arrondissement),. 
Neveu de Jacques Durand, il publie chez l'éditeur parisien plusieurs pièces pour piano comme compositeur ainsi que diverses transcriptions d’œuvres, en particulier de Claude Debussy et Maurice Ravel. 
Charlot est notamment l'auteur de réductions pour piano à deux mains de Ma mère l'Oye et de la Habanera (3e mouvement de la Rapsodie espagnole de 1908 et 1ère pièce des Sites auriculaires pour deux pianos de 1895-1897) de Ravel, de la Première Rapsodie et de la Petite pièce de Debussy, et de transcriptions pour piano à quatre mains de Golliwogg's cake walk des Children's Corner , d'Hommage à Haydn et de quatre Préludes de Debussy. 
Mobilisé durant la Première Guerre mondiale, il est lieutenant au 170e régiment d'infanterie, tué au front le 3 mars 1915, mort pour la France,. 
Il est le dédicataire du Prélude du Tombeau de Couperin de Maurice Ravel et du deuxième mouvement d'En blanc et noir de Claude Debussy (« au lieutenant Jacques Charlot, tué à l'ennemi en 1915, le 3 mars »).  